# .lc

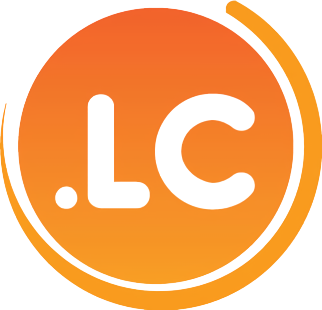
Logo van .lc

.lc is het achtervoegsel van domeinnamen van Saint Lucia.